# Oekraïense Wikipedia
De Oekraïense Wikipedia (Oekraïens: Українська Вікіпедія) is een uitgave in de Oekraïense taal van de online encyclopedie Wikipedia. De Oekraïense Wikipedia ging op 30 januari 2004 van start. Op 18 december 2023 had het 724.737 geregistreerde gebruikers en 1.301.416 artikelen.

## Mijlpalen

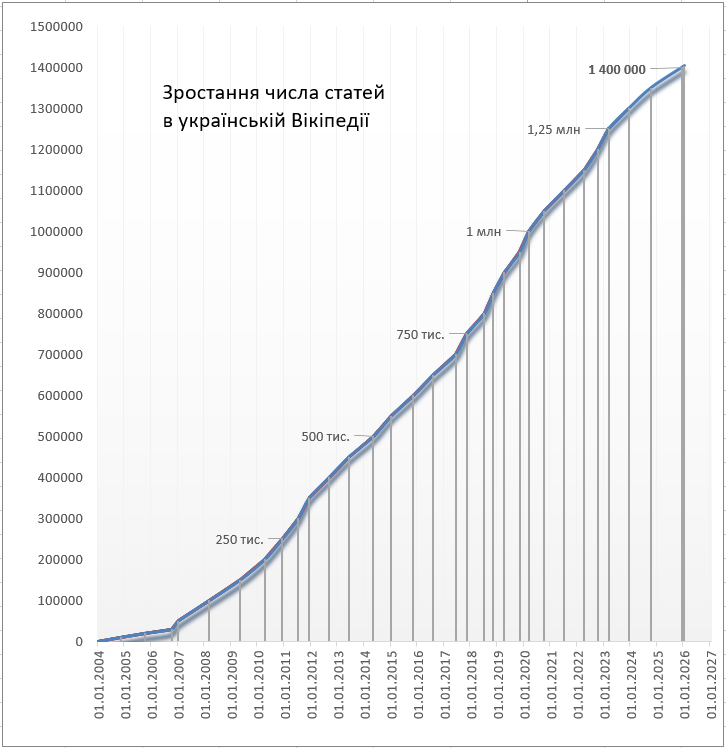
Groei in het aantal Oekraïense Wikipedia-artikelen

- Eerste artikel – 30 januari 2004 (Atom)
- 50.000 artikelen – 16 januari 2007
- 100.000 artikelen – 28 maart 2008
- 200.000 artikelen – 7 april 2010 (27.000 geregistreerde gebruikers)
- 648.000 artikelen – augustus 2016
- 786.102 artikelen – 12 mei 2018 (404.136 geregistreerde gebruikers)
- 1.301.416 artikelen – 18 december 2023 (724.737 geregistreerde gebruikers)